# Ахо, Юхани
Юхани Ахо (фин. Juhani Aho, 1861—1921) — финский писатель, журналист, переводчик. Первый профессиональный писатель Финляндии. Автор таких произведения, как «Железная дорога» (1884) и «Юха» (1911); номинировался на Нобелевскую премию по литературе (1913, 1915, 1916, 1917).
Настоящее имя писателя — Йоханнес Бруфельдт (фин. Johannes Brofeldt), в 1907 году он сменил его на Юхани Ахо официально.

## Биография

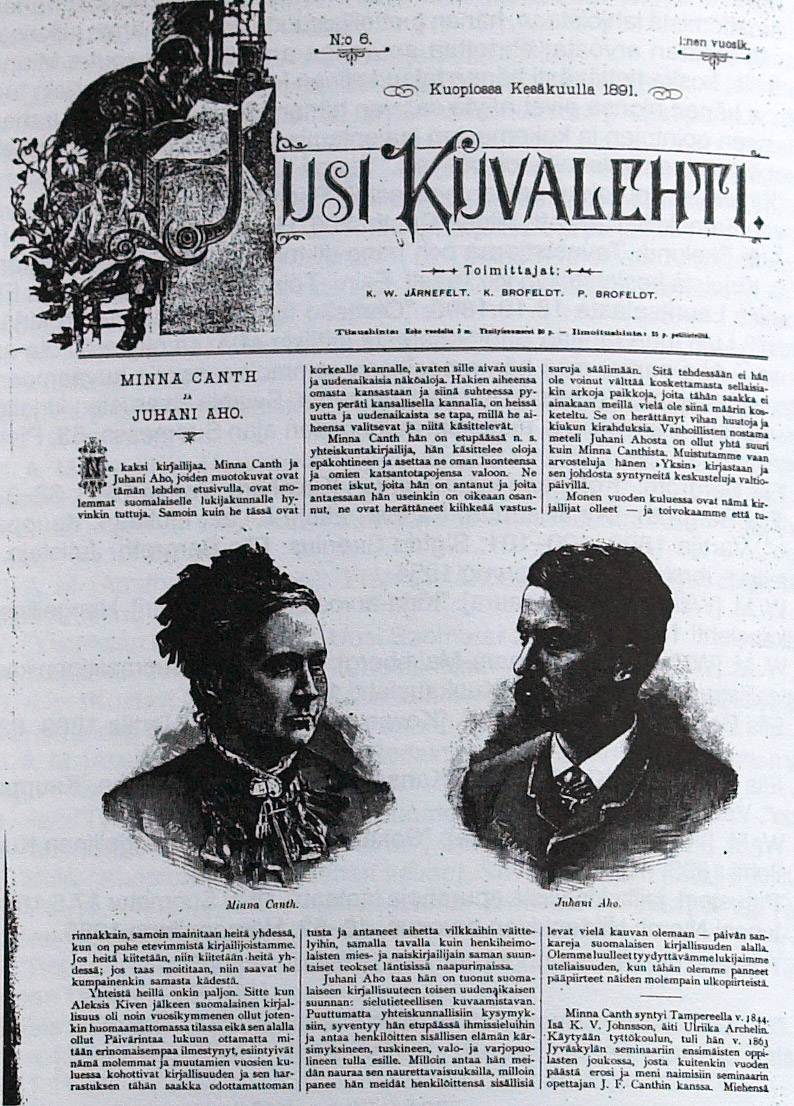
Один из первых образцов использования фотографии в финских газетах: фотопортреты писателей Минны Кант (1844—1897) и Юхани Ахо в газете Uusi Kuvalehti, июнь 1891 года

Йоханнес Бруфельдт родился в доме священника в Лапинлахти. Отец Йоханнеса был популярным проповедником, известным в том числе и своей непритязательностью, отказом от высоких церковных постов и светских должностей.
Школьное образование получил в лицее города Куопио (1872—1880). Этот город называли «бастионом финской культуры», поскольку здесь влияние шведской культуры по сравнению с другими районами Финляндии всегда было существенно меньшим.
Уже в первых литературных опытах, относящихся к школьным годам, Бруфельдт стал использовать псевдоним Юхани Ахо; слово «ахо» (фин. aho, «поляна», «заросший травой или молодым лесом пожёг» согласно финско-шведскому словарю Элиаса Лённрота), взято, по всей видимости, из «Калевалы» и «Кантелетар», в которых оно имеет обычно романтический оттенок.
После окончания школы Ахо поступил в Александровский университет, стал активно участвовать в студенческой политической жизни. К началу 1880-х годов относятся и небольшие рассказы, которые он стал писать. Уже с самых ранних произведений тексты Ахо отличались богатством языка, показывали, насколько хорошо автор ориентируется в нюансах разговорной речи.
В 1884 году была опубликована «Железная дорога» — произведение, которое, как позже стало понятно, было одним из лучших в творческой биографии писателя. В этой повести, а также в романах «Дочь пастора» (1885) и «Жена пастора» (1893) Ахо применял такой приём, как соединение синтетических (собирательных, типических) персонажей с естественными (сиюминутными, подлинными) наблюдениями и настроениями.

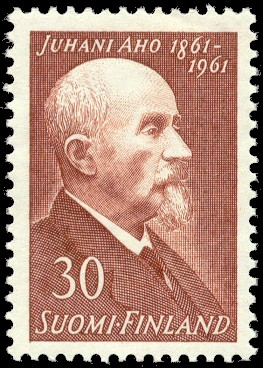
Почтовая марка Финляндии 1961 года выпуска, посвящённая столетию со дня рождения Юхани Ахо

С 1880-х годов Ахо активно занимался и журналистикой — писал статьи для множества столичных и провинциальных изданий, сам был издателем двух провинциальных газет, а также участвовал в создании газеты «Пяйвялехти» (позже она стала издаваться под названием «Хельсингин Саномат», с ней писатель сотрудничал до конца жизни, — сейчас это одна из крупнейших газет Финляндии).
С 1890-х годов Ахо занимался созданием исторических произведений, среди которых можно выделить сборник новелл «Пробудившиеся» (1894) о пиетистах северной Финляндии, роман «Пану» (1897) о жизни карелов, роман «Весна и заморозки» (1906) о событиях середины XIX века, связанных с финским национальным самоосознанием и деятельностью Йохана Снельмана (1806—1881), Элиаса Лённрота (1802—1884) и Пааво Руотсалайнена (1777—1852).
Юхани Ахо активно занимался переводами — со скандинавских языков, а также с французского.
В 1911 году вышла повесть (роман) «Юха». Существенных откликов это событие не вызвало, но позже, уже после смерти Ахо, это произведение было признано одним из наиболее выдающихся в творчестве писателя. К 2010 году известно о четырёх экранизациях повести (последняя из них — фильм «Юха» режиссёра Аки Каурисмяки), по мотивам повести созданы две оперы, поставлено несколько спектаклей.
Ахо всю жизнь был заядлым рыболовом. Последним его произведением стал сборник «Рассказы про лосося и анекдоты про рыбу», вышедший в 1921 году уже после его смерти.

## Семья

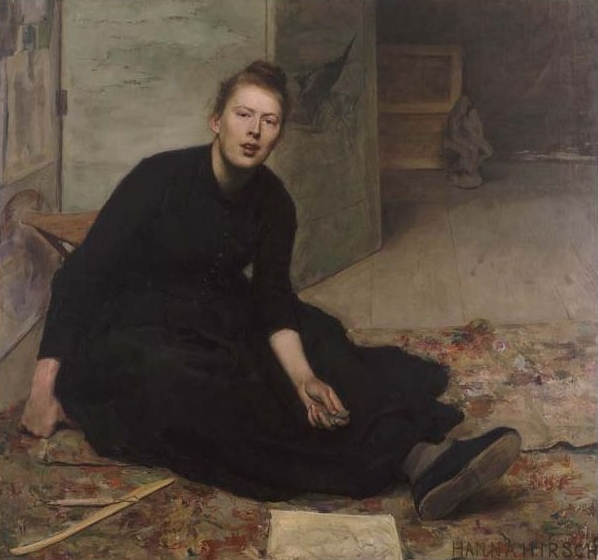
Портрет Венни Сольдан-Брофельдт кисти Ханны Паули (ок. 1885)

В 1891 году Ахо женился на художнице Венни Сольдан-Брофельдт (1863—1945), её официальное имя после замужества — Вендла Ирене Сольдан-Бруфельдт). Она была не только его женой, но и соавтором — в 1894 году вышла их совместая детская книга «Финская иллюстрированная книжка для детей и молодёжи».
У них было двое сыновей: Хейкки Ахо, режиссёр и Антти Ахо.

## Сочинения
Некоторые публикации Юхани Ахо. Перед годом публикации указано издательство.
- Siihen aikaan kun isä lampun osti. — 1883
- Kievarin pihalla; Muudan markkinamies. WSOY. — 1884
- Rautatie[фин.], роман, иллюстрации Ээро Ярнефельта. WSOY. — 1884
- Papin tytär[фин.], роман. WSOY. — 1885
- Hellmanin herra; Esimerkin vuoksi. WSOY. — 1886
- Novelleja, в соавторстве с Kauppis-Heikki[фин.] и Pekka Aho[фин.]. Wickström, Куопио. — 1888
- Helsinkiin, рассказ. WSOY. — 1889
- Kuvauksia, сборник рассказов. Kastegrenin kirjakauppa, Куопио. — 1889
- Muuan markkinamies, 2. painos. WSOY. — 1889
- Yksin, роман. WSOY. — 1890
- Lastuja : kertomuksia ja kuvauksia. WSOY. — 1891
- Uusia lastuja : kertomuksia ja kuvauksia. WSOY. — 1892
- Juhani Ahon kirjoittamia lastuja : valikoima teoksista Lastuja ja Uusia lastuja. WSOY. — 1893
- Papin rouva[фин.], роман. WSOY. — 1893
- Heränneitä : kuvauksia herännäisyyden ajoilta, сборник рассказов. WSOY. — 1894
- Maailman murjoma, рассказ, lukujen alkukuvat Eero Järnfelt. WSOY. — 1894
- Suomalainen kuvakirja lapsille ja nuorisolle, иллюстрации Venny Soldan-Brofeldt. Hagelstam, Хельсинки. — 1894
- Kertomuksia ja kuvauksia, иллюстрации Eero Järnefelt. WSOY. — 1896
- Lastuja : kolmas kokoelma. WSOY. — 1896
- Panu : kuvauksia kristinuskon ja pakanuuden lopputaistelusta Suomessa, роман. WSOY. — 1897
- Katajainen kansani : ja muita uusia ja vanhoja lastuja vuosilta 1891 ja 1899. WSOY. — 1899
- Kolme lastua lapsille. WSOY. — 1899
- Lastuja : neljäs kokoelma. WSOY. — 1899
- Juhani Ahon kirjasia kansalaisille 1-2. WSOY. — 1900
- Katajainen kansani. 2. sarja. WSOY. — 1900
- Aatteiden mies : piirteitä August Fredrik Soldanin elämästä. WSOY. — 1901
- Kansalaisadressi 1901 : kertomus asevelvollisuusasian johdosta syntyneestä kansalaisadressista vuonna 1901, tekijät Juhani Aho ym. WSOY. — 1901
- Tutkimus taudin syistä : «rauhan aatteelle» omistettu. WSOY. — 1901
- Metsästysalueiden muodostamisesta ja metsänriistan hoidosta. WSOY. — 1902
- Panu : nelinäytöksinen näytelmä. WSOY. — 1903
- Lastuja : viides kokoelma. WSOY. — 1904
- Antti Ahlström : hans lif och verksamhet, биография. Хельсинки. — 1905 (ilmestyi suomeksi 7 vihkona nimellä Antti Ahlströmin elämäntyö. 1907—1910)
- Lastuja : valikoima kouluja varten : tekijän toimittama. WSOY. — 1905
- Kevät ja takatalvi 1-2, роман. Otava. — 1906
- Minkä mitäkin Italiasta, дорожные впечатления. Otava. — 1906
- Tuomio : kolminäytöksinen näytelmä. Otava. — 1907
- Minkä mitäkin Tyrolista, дорожные впечатления, иллюстрации Björn Wasastjerna. Otava. — 1908
- Eläimiä, сборник рассказов. WSOY. — 1911
- Juha[фин.], роман. Otava. — 1911
- Sanomalehtimiesajoiltani. Otava. — 1911
- Maisemia : valikoima lastuja. WSOY. — 1912
- Muistelmia ja matkakuvia : sanomalehtimiesajoiltani 2. Otava. — 1912
- Sasu Punanen : ja muita lastuja. WSOY. — 1912
- Tyven meri : lastuja. WSOY. — 1912

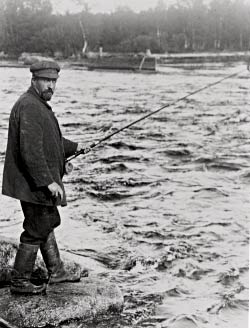
Юхани Ахо на рыбалке. Озеро около Виитасаари. Фотография 1912 года

- Vuorilla ja vuorten takana, сборник рассказов. Otava. — 1912
- Omatunto : saaristokertomus, роман. Otava. — 1914
- Kuvia ja kuvitelmia Suomen historiasta 1-3. — 1915
- Rauhan erakko, роман. Otava. — 1916
- Lastuja : seitsemäs kokoelma. WSOY. — 1917
- Hajamietteitä kapinaviikoilta 1-3. WSOY. — 1918—1919
- Kootut teokset 1-10. WSOY. — 1918—1922
- Rakkautta, сборник рассказов. WSOY. — 1919
- Muistatko? : kukkia keväiseltä niityltä. WSOY. — 1920
- Kootut lastut 1-2. WSOY. — 1921
- Lastuja 8 : lohilastuja ja kalakaskuja. WSOY. — 1921
- Matkakuvia : minkä mitäkin Italiasta : minkä mitäkin Tyrolista : matkoilta omassa maassa! WSOY. — 1922
- Lastuja lapsille, иллюстрации P. Halonen и V. Soldan-Brofeldt. WSOY. — 1923
- Lastuja : valikoima kouluja varten : tekijän toimittama. WSOY. — 1926
- Eläinsatuja. WSOY. — 1928
- Lastuja lapsista. WSOY. — 1929
- Kosioretkestä Maailman murjomaan : kertomusta kertomusta. WSOY. — 1948
- Valitut teokset, johdanto Vilho Suomi. WSOY. — 1953
- Kootut teokset : täydennysosat 1-3. WSOY. — 1961
- Punapukuinen tyttö ja muita lastuja : Juhani Ahon kertomuksia koulukäyttöön, под редакцией Urho Somerkivi и Aaro Nuutinen; иллюстрации Lauri Manninen. Otava. — 1972
- Valitut teokset, esipuhe Pirkko Alhoniemi. Karisto. — 1973
- Lastuja, под редакцией Ханну Мякеля. Otava. — 1974
- Papin tytär; Muistatko; Yksin. Karisto. — 1978
- Omatunto; Yksin; Juha. WSOY. — 1981
- Ensimmäinen onkeni. Juhani Ahon perhokerho, Iisalmi. — 1982
- Juha ; Rautatie ; Yksin. Karisto. — 1982
- Juhani Aho 1-3, под редакцией Juhani Niemi. Weilin + Göös. — 1985
- Juhani Ahon kirjeitä, под редакцией Juhani Niemi. Suomalaisen kirjallisuuden seura. — 1986

## Переводы на русский язык
В 1890-е годы стали публиковаться переводы произведений Ахо на русский язык. Одной из первых публикаций Ахо на русском языке стал роман в двух частях «В глуши Финляндии», вышедший в 1895 году.
Библиография русских переводов:
- Совет шута. (Картина со времён инквизиции). Перевод В. Смирнова. // журнал «Живописное Обозрение», № 31, 1899.
- В глуши Финляндии. Роман в 2 частях / Иоганни Ахо; Перевод с финского В. Фирсова. — Санкт-Петербург: типография В. В. Комарова, 1895. — 280 с.; виньет.; 21 см;
- Выселок. (С финского). Повесть Июханни Ахо / Перевод М. К. Аргамаковой; Рисунки В. М. Максимова. — Санкт-Петербург: М. М. Ледерле, 1896. — 18 с.; ил.; 17 см. — (Из страны тысячи озёр);
- Деревенские рассказы [и стихи]. Сборник. — Новая серия изд. — Москва: товарищество И. Д. Сытина, 1897. — 107 с.; 18 см. В том числе: Юхани Ахо;
- Можжевельник. Сборник рассказов Юхани Ахо / Перевод с финского М. К. Аргамаковой. — Б.м., 1899?. — 40 с.; 29 см;
- Тревожные вести. Очерк Иохани Ахо. Перевод М. К. Аргамаковой. // журнал «Живописное Обозрение», № 38, 1899.
- Рассказы / Юхани Ахо. Перевод с финского И. М. Питкенена. — Санкт-Петербург: типография братьев Пантелеевых, 1901. — 442 с.; 20 см;
- Новая земля. Рассказ Юхани Ахо. Перевод Николая Березина // журнал «Юный Читатель», №o 12, 1905;
- Сборник рассказов финских писателей. Книга 1. — Гельсингфорс: типография «Финляндской газеты», 1907. — 17 см; Авторы: Юхани Ахо и другие;
- Одинокий / Юганни Аго; Перевод А. Койранского. — Москва: В. М. Саблин, 1908. — 199 с.; 16 см. — (Современная библиотека; № 3);
- День свадьбы / Юхани Ахо. В книге: Семейный очаг. Сборник рассказов известных писателей из быта современной семьи. — Вильна: Эдитор, 1911. — 119 с.; 14 см. — (Образцовая библиотека; № 56);
- Сборник финляндской литературы / Под редакцией В. Брюсова и М. Горького. — Петроград: Парус, 1917. — 490 с.; 21:
  - Преследуемый судьбою. Перевод М. П. Благовещенской. С. 220—247;
  - У берегов печали. Перевод М. П. Благовещенской. С. 248—249;
  - Месть пустыни. Перевод О. Вальстрём. С. 249—257;
  - Для других. Перевод В. Смирнова. С. 228—259;
- Совесть. Повесть / Юхани Ахо; Перевод с финского Р. Васми под редакцией Г. Г. Бродерсена. — Ленинград: Мысль, 1925. — 145 с.; 18 см. — (Библиотека иностранной литературы);
- Забитый / Юхани Ахо. — Москва—Ленинград: Земля и фабрика, 1926. — 32 с. ; 17 см. — (Рабоче-крестьянская библиотека);
- Преследуемый судьбой. Рассказ / Юхани Ахо. — Москва—Ленинград: Государственное издательство, 1928 (Москва: типография «Красный пролетарий»). — 48 с.; 17х13 см;
- Железная дорога. Повесть / Перевод с финского в литературной обработке К. Жихаревой; Вступ. статья: Х. Лехмус. «Юхани Ахо», с. 3-14. — Петрозаводск: Государственное издательство Карело-Финской ССР, 1949 (Типография имени Ворошилова в Ленинграде). — 102 с.; 22 см;
- Совесть. Роман. Повести. Рассказы / Юхани Ахо. Перевод с финского / Вступительная статья Л. Виролайнен. — Ленинград: Художественная литература. Ленинградское отделение, 1969. — 383 с.; 21 см;